# برگزارکننده‌های جانکی
برگزارکننده‌های جانکی (انگلیسی: Janky Promoters) یک فیلم کمدی آمریکایی محصول سال ۲۰۰۹ به کارگردانی مارکوس رابوی با بازی آیس کیوب، مایک اپس، جیزی و تامالا جونز است.

## داستان
دو برگزارکننده کنسرت که آدم‌های مرموزی هستند، در مواجه با یک رپر مشهور به مشکل برخورد کرده و شانس بزرگ خود را در خطر می‌بینند.

## انتشار
پس از چند بار تأخیر، این فیلم در ۱۶ اکتبر ۲۰۰۹ به اکران محدود عرضه شد. دی‌وی‌دی فیلم در ۲۴ نوامبر ۲۰۰۹ منتشر شد.
در مصاحبه ای، آیس کیوب اظهار داشت که فیلم ناتمام است، و انتشار دی‌وی‌دی بدون اطلاع او انجام شده‌است.